# 612 г. пр.н.е.

## Събития

### В Азия

#### В Асирия
- Цар на Асирия е Синшаришкун (627 – 612 или 623 – 612 г. пр.н.е.).
- Вероятно неочаквано за асирийците, обединените сили на вавилонците, мидийците и различни племена, сред които вероятно и скитите, нападат столицата Ниневия. След тримесечна обсадата стените са пробите, а градът превзет, разграбен и разрушен.[1]
- Цар Синшаришкун най-вероятно загива при падането на града като според някои древни източници той се хвърля в пламъците на горящия си дворец.[1]
- Един от членовете на царското семейство, може би наследникът на загиналия цар, с името Ашурубалит успява да избяга от Ниневия на запад, където се установява в град Харан и управлява под името Ашурубалит II (612 – 609 г. пр.н.е.).[1]
- Асирийското царство получава смъртоносен удар и макар части от него да оцеляват до няколко години и те биват покорени.

#### Във Вавилония
- Набополaсар (626 – 605 г. пр.н.е.) е цар на Вавилония.[2]
- Под контрола на царя вече попада освен цяла Вавилония и цяла Асирия до град Нисибис.[3]

#### В Мидия
- Киаксар (625 – 585 г. пр.н.е.) е цар на Мидия.[4]

### В Африка

#### В Египет
- Псаметих (664 – 610 г. пр.н.е.) е фараон на Египет.[5][6]

### В Европа
- В Гърция се провеждат 42-тe Олимпийски игри:
  - Победител в дисциплината бягане на разстояние един стадий става Ликота от Лакония.[7]
  - Хипостен от Лакония, който печели състезанието по борба за момчета през 632 г. пр.н.е. и това за мъже през 624, 620 г. пр.н.е. и 616 г. пр.н.е., отново става шампион по борба за мъже. Този свой успех той повтаря и в следващата олимпиада за пети последен път.[7]

## Починали
- Синшаришкун, цар на Асирия